# Eva Prima Pandora
Eva Prima Pandora es un cuadro del pintor Jean Cousin el Viejo, realizado en 1550, que se encuentra en el Museo del Louvre desde 1922.
La obra ha sido considerada el primer gran desnudo pintado por un artista francés, que formó parte del nacimiento y desarrollo del manierismo francés en la segunda mitad del siglo XVI en torno a la Escuela de Fontainebleau. Este trabajo es la única obra de pintura inequívocamente atribuida al artista, a menudo confundido con su hijo y es uno de los dos grandes pintores franceses del Renacimiento.

## Descripción

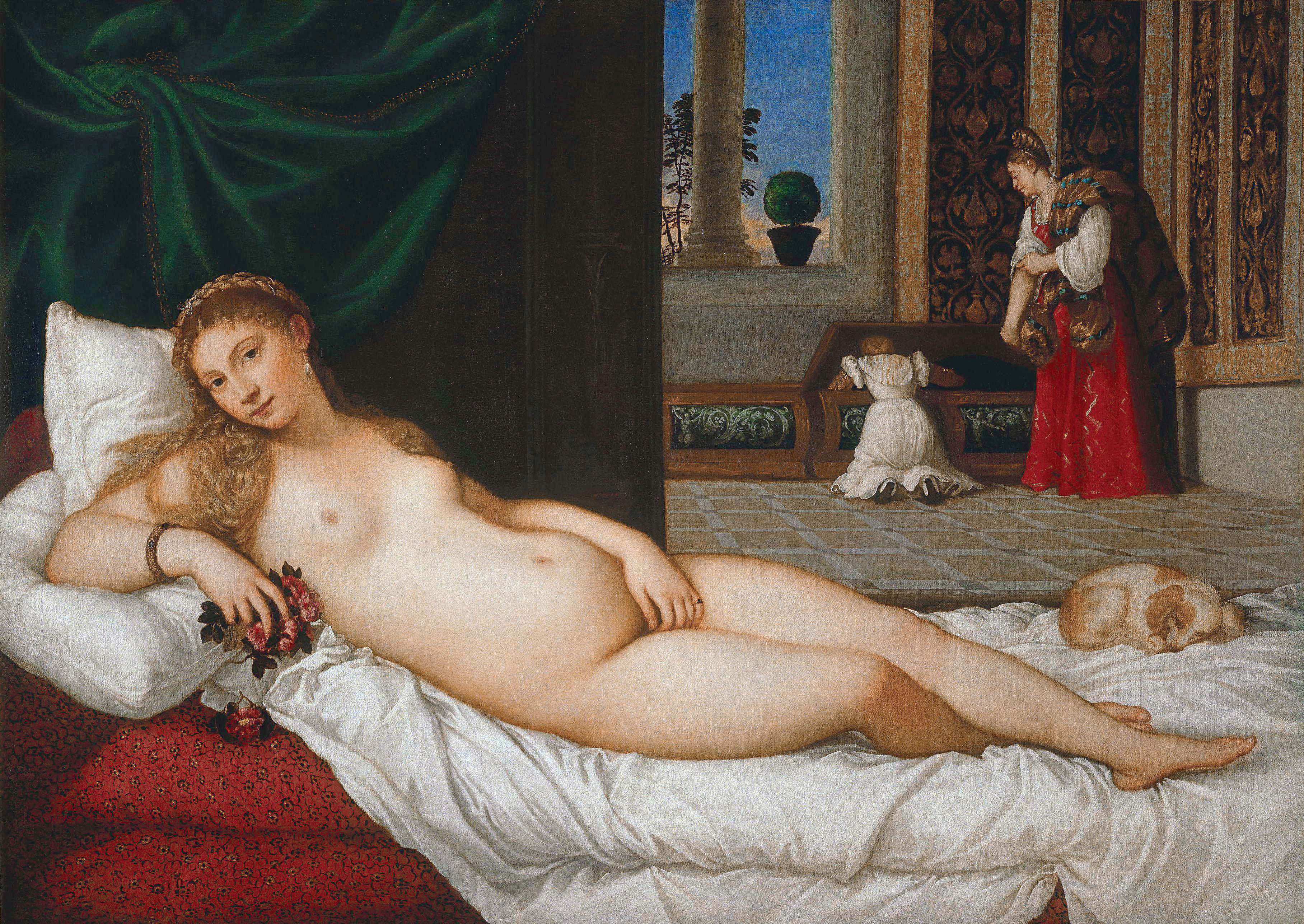
La Venus de Urbino, 1538, Tiziano.

El autor realiza una curiosa simbiosis entre una pintura de temática mitológica y una de temática religiosa. Representa a una mujer recostada en una cueva, posiblemente siguiendo el modelo de la Venus de Urbino, de Tiziano, pintada poco más de una década antes. La obra está identificada por un cartel que relaciona al personaje mitológico de Pandora, primera mujer y origen de los males del género humano según la mitología griega, con la Eva bíblica, también partícipe de la caída del género humano en el pecado.
Pandora es la protagonista de muchas obras, sobre todo a partir del Renacimiento y hasta el siglo XIX, tanto en grabados (como el de John Flaxman-1817) como en pintura de autores dirigidos por Velázquez para la decoración de las estancias del Alcázar de Madrid, conocidas por sus títulos aunque hoy desaparecidas. Entre ellas, algunas son Vulcano delante de su fragua presenta la imagen de Pandora, Júpiter entrega a Pandora el vaso de oro para Prometeo o Prometeo rechaza el vaso de oro que le ofrece Pandora.
Al fondo, está representada una ciudad tras un lago con reminiscencias de la técnica del sfumato de Leonardo da Vinci. La cueva recuerda a las reproducidas en la Virgen de las rocas del mismo Leonardo.
En el cuadro están los símbolos de la calavera, alusiva a la muerte relacionada con la protagonista, la serpiente enredada en el brazo izquierdo, que recuerda el relato bíblico del engaño de la serpiente a Eva en el Paraíso, la rama de manzano que recuerda al fruto prohibido y la jarra que señala a la caja de Pandora de la que salieron los males de la humanidad.
Desde que se desarrolló el arte paleocristiano se relacionó el mito griego con el relato bíblico del Génesis por ser ambas mujeres, Eva y Pandora, símbolo de la curiosidad y la responsabilidad en la caída del ser humano.